# 31570 Conjat
31570 Conjat este o planetă minoră (asteroid), cu un diametru de 7,435 km, din centura de asteroizi. A fost descoperită pe 22 martie 1999 la Stația Anderson Mesa de Lowell Observatory Near-Earth-Object Search. 
Obiectul prezintă o orbită caracterizată de o semiaxă mare de 2,5682146 UAi, o excentricitate de 0,18, o înclinație de 1,9616 ° în raport cu ecliptica.